# Bechener Hochfläche
Die Bechener Hochfläche ist laut dem Handbuch der naturräumlichen Gliederung Deutschlands eine naturräumliche Einheit mit der Nummer 338.21 und gehört zu dem übergeordneten Naturraum 338.2 (Südbergische Hochfläche). Sie umfasst den nordwestlichen Teil von Kürten bei dem namensgebenden Ortsteil Bechen, den äußersten Südwesten des Wermelskirchener Ortsteils Dabringhausen und der Großen Dhünntalsperre und den Osten Odenthals.
Die Bechener Hochfläche liegt, durch das Dhünntal getrennt, südlich der Dhünnhochfläche (Ordnungsnummer 338.20), geht im Osten im Bereich der Bundesstraße 506 in die Kürtener Hochfläche (338.220) über und fällt im Süden etwa dem Verlauf der auf einem Höhenzug verlaufenden Bundesstraße 506 folgend in die Paffrather Kalksenke (338.23) ab. Im Westen liegen die Burscheider Lößterrassen (338.00), das Untere Dhünntal (550.05) und die Schildgener Heideterrasse (550.032).
Der Naturraum, dessen Hochflächencharakter aufgrund der geringen Dichte des Talnetzes noch gut erhalten ist, steigt im Westen von der Dhünn (185 m) nach Osten bis auf eine Höhe von fast 260 m an. Das mit bis zu 100 m tiefste Tal ist das des Scherfbachs, der die Hochfläche in zwei ungleich große Flügel teilt. Dominierende Gesteine sind Schiefer und Sandsteine mit kleinen, untergeordneten Kalkschollen. Darüber bedeckt im Westen und Süden der Hochfläche ein lückenhafter Lößboden wechselnder Mächtigkeit den Untergrund. Ansonsten herrschen mittelgründige steinige oder sandige Lehmböden vor. Die Hochfläche wird sichtbar ertragreich agrarisch genutzt und ist auch zum Gutteil bewaldet.